# Varianti dei caratteri cinesi
Le varianti dei caratteri cinesi (cinese semplificato: 异体字; cinese tradizionale: 異體字; pinyin: yìtǐzì; giapponese: 異体字; Rōmaji: itaji; Hanja: 異體字; Romaja: icheja) sono dei particolari caratteri cinesi sia omofoni che sinonimi. Quasi sempre questi caratteri variano dalla calligrafia di una persona a quella di un'altra; tuttavia, le varianti esistono anche fra paesi o regioni diversi. Per esempio, vi sono delle differenze tra i font usati nella Cina continentale e quelli di Hong Kong.

## Standard regionali

Da destra a sinistra: forme ortodosse del dizionario Kangxi, standard della Cina continentale, standard di Hong Kong, standard di Taiwan, standard giapponese. Nella colonna a destra, quella del dizionario Kangxi, ci sono degli aloni gialli che indicano le parti del carattere che hanno subito il maggior numero di variazioni. (玄 nel dizionario Kangxi non è scritto nella sua forma corretta, poiché esso è un carattere che fa parte del nome dell'imperatore cinese Kangxi, 玄燁. All'epoca non era permesso scrivere il nome dell'Imperatore.)

Le varianti dei caratteri cinesi sono presenti in tutte le regioni dove si utilizzano i caratteri cinesi. Esse comprendono i luoghi dove si parla il cinese (Cina continentale, Hong Kong, Macao, Taiwan e Singapore), il giapponese (Giappone) e il coreano (Corea del Nord e Corea del Sud). Alcuni di questi governi hanno addirittura cercato di rendere ufficiali delle varianti, creando quindi importanti differenze in caratteri identici fra la Cina continentale, Taiwan, Hong Kong, il Giappone e la Corea.
Le forme standard dei caratteri delle diverse regioni sono descritte:
- Nella lista dei caratteri utilizzati comunemente nel cinese moderno della Cina continentale;
- Nella lista delle forme dei caratteri usati frequentemente di Hong Kong;
- Nelle forme standard dei caratteri nazionali di Taiwan;
- Nella lista jōyō kanji del Giappone;
- Nel dizionario Kangxi (prestato dalla Cina) nel contesto coreano.

## Varianti ortodosse e volgari
Alcune varianti sono conosciute come caratteri ortodossi (cinese: 正字; pinyin: zhèngzì) oppure forme del dizionario Kangxi (cinese: 康熙字典體; pinyin: Kāngxī zìdiǎn tǐ). I caratteri cinesi che affiorano da tale dizionario sono chiamati infatti ortodossi. Altre varianti, invece, sono note come caratteri volgari (cinese: 俗字; pinyin: súzì; Hepburn: zokuji).

## Utilizzo in informatica

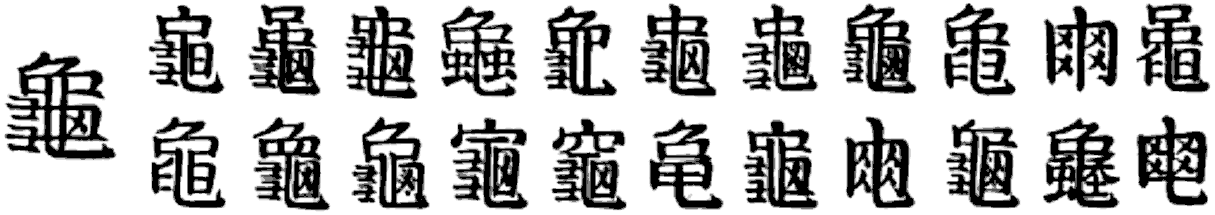
Varianti del carattere cinese guī, tartaruga

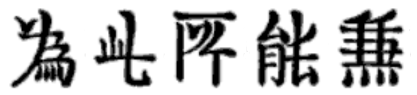
Varianti di alcuni caratteri presenti nell'introduzione del dizionario Kangxi, che non sono state trovate in altre parti del dizionario

Il sistema Unicode affronta le varianti dei caratteri cinesi unificandole, seguendo perciò una via abbastanza complessa. Nell'unificazione dei caratteri Han molte varianti sono identiche nei paesi dove viene parlato il cinese, il giapponese e il coreano. Inoltre utilizzano anche lo stesso codice, perciò si possono distinguere solo quando i caratteri tipografici sono differenti. Le varianti dei caratteri cinesi nelle pagine web dipendono dal font installato nel computer, dalla configurazione del browser e dal codice di lingua della pagina. I sistemi che sono in grado di visualizzare le varianti corrette sono abbastanza rari, poiché sono pochi gli utenti che hanno già tutti i font necessari installati e, inoltre, i browser più popolari sono impossibilitati a visualizzare le corrette varianti nelle loro versioni predefinite.

### Codici differenti
Nella Cina continentale esistono diverse varianti di caratteri che si possono scrivere con codici Unicode differenti come 戶, 戸 e 户 e 爲, 為 e 为. Nella maggior parte dei casi, però, si tratta della differenza fra cinese tradizionale e quello semplificato. Lo stesso vale per Hong Kong, Taiwan e per il Giappone.

### Codici uguali
La maggior parte delle volte le varianti dei caratteri cinesi si scrivono con codici uguali e vengono visualizzati in modo diverso grazie ai codici di lingua IETF installati. Un esempio comune è il carattere 刃, che, anche se ha un unico codice Unicode, può variare il proprio aspetto. Nella Cina continentale il punto è presente alla sinistra del secondo tratto (丿), in Taiwan il tratto parte da sinistra e s'interrompe sul secondo. La stessa cosa vale per lo standard di Hong Kong, mentre in Giappone il punto attraversa il tratto obliquo. Altri caratteri che variano sono 骨, 起 et cetera.

## Varianti grafemiche
Esistono varianti che non cambiano solo di pochi tratti rispetto all'originale, bensì sono completamente diversi. Diversamente dalle varianti analizzate sopra, che sono abbastanza leggibili da tutti coloro che utilizzano i caratteri cinesi, esse si possono comprendere solo da coloro che le utilizzano frequentemente. Un esempio può essere 搜 e 蒐. Chi è in grado di leggere 搜 non è obbligatoriamente in grado di comprendere 蒐. Lo stesso discorso vale per 㠯, una variante di 以. Chi ha sempre utilizzato 以 non sempre comprende il carattere 㠯.